# یلوه نوک‌سبز

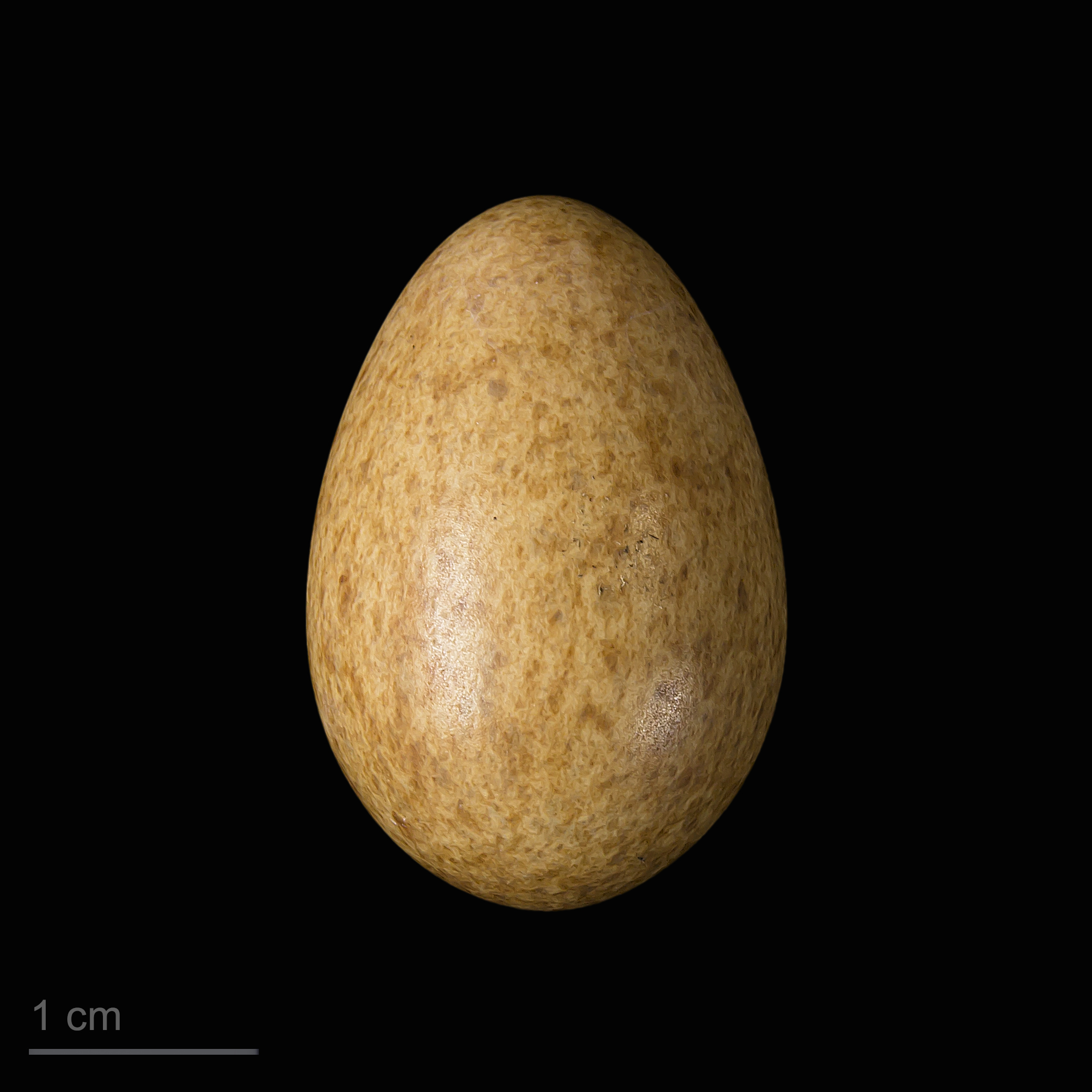
Porzana pusilla

یلوه نوک‌سبز با نام علمی Porzana pusilla پرندهٔ بسیار کوچک کنارآبچری از تیرهٔ یلوگان است که در جگنزارهای اروپا به ویژه در نواحی شرقی و در آسیا زندگی می‌کند. این پرنده تا پیش از اواسط سدهٔ نوزدهم در بریتانیا نیز قابل مشاهده بود اما جمعیت آن در اروپای غربی به‌دنبال خشکسالی به‌شدت کاهش یافت. یلوهٔ نوک‌سبز آشیانهٔ خود را در مکانی خشک در میان جگن‌های باتلاق می‌سازد و پس از جفتگیری بین۴ تا ۸ تخم می‌گذارد. این گونه مهاجر بوده و در زمستان به سوی آفریقا و جنوب آسیا کوچ می‌کند. یلوه نوک‌سبز همواره در دوران زمستانگذرانیش در آفریقا و استرالزی به زاد و ولد در این مناطق می‌پردازد.

## ویژگی‌ها
یلوهٔ نوک‌سبز بین ۱۶ تا ۱۸ سانتی‌متر طول دارد و از نظر ظاهری شبیه یلوه کوچک است که کمی از آن‌ها بزرگتر می‌باشد. نوک پرنده کوتاه و مستقیم است و رنگی زرد یا سبز داشته و از رنگ قرمز در محل رویش نوک در آن‌ها خبری نیست. پرندگان بالغ دارای پرهایی قهوه‌ای رنگ با نقوش سفیدی چند در قسمت فوقانی بدنشان هستند و صورت و بخش پایینی بدنشان آبی-خاکستری است. همچنین خطوطی سیاه و سفید در انتهای پهلوهایشان دیده می‌شود. پاهای پرنده سبزرنگ با چنگال‌هایی دراز است و دمی کوتاه با خطوطی در زیر آن دارد.
پرندگان جوان به پرندهٔ بالغ شبیه هستند و تنها خطوط بیشتری در بخش پاینی تنه‌شان دارند. جوجه‌ها نیز همچون دیگر جوجه یلوه‌ها دارای کرکی سیاهرنگ می‌باشند.

## رفتار شناسی
یلوهٔ نوک سبز به‌دنبال غذا یا با منقارش در گل و آب‌های کم‌عمق جستجو می‌کند یا در صورت مشاهدهٔ شکار آن را می‌گیرد. حشرات و جانوران آبزی غذای اصلی این پرنده را تشکیل می‌دهند.
یلوهٔ نوک سبز نیز همچون دیگر یلوگان در فصل تولید مثل بسیار مخفی‌کار بوده و بیشتر صدایشان شنیده می‌شود تا آنکه خودشان دیده شوند. آن‌ها پرندگانی پر سروصدا بوده و آوایی شبیه صدای قورباغهٔ معمولی یا خوتکای ابروسفید دارند. این پرنده را در فصل مهاجرتش در زمستان راحت‌تر می‌توان مشاهده نمود.